# Lagavulin Single Malt

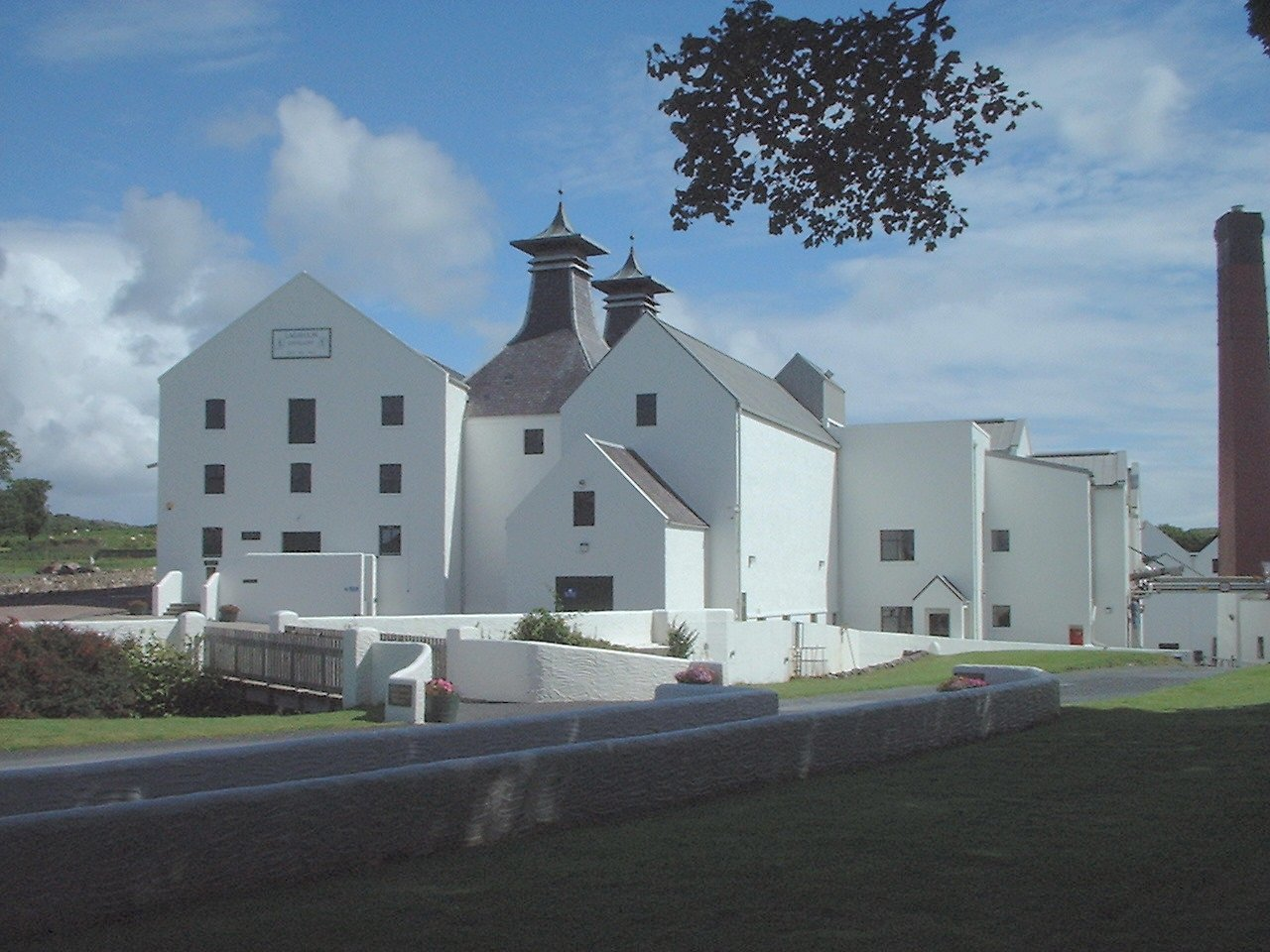
Destilleriet

Lagavulin Single Malt är en skotsk single malt-whisky producerad på ön Islay. Den har en påtagligt rökig smak. 
Produkterna omfattar Lagavulin Single Malt, 16 år (43%); Lagavulin 12 år Cask Strength 58%; Lagavulin Single Malt, 25 år (57%) och Lagavulin Distillers Edition som lagras på sherryfat där man lagrat Pedro Ximénez.
Lagavulin produceras av White House Distillers som ägs av United Distillers & Vinters vilka ägs av Diageo. Den säljs under deras varumärke "Classic Malts".
Från 1890 användes Lagavulins whisky som bas i whiskyblandningen White Horse men idag är det Caol Ila från Mackie & Company Distillers Limited som används istället. 
Namnet härstammar från Gaeliskans Laggan Mhouillin eller lag a'mhuilin som betyder "sänkan/dalgången där kvarnen är", det uttalas "Laga-voolin".

## Destilleriet
Destilleriet i Lagavulin är ett av Skottlands äldsta destillerier och grundades 1816 när John Jonston grundade det första lagliga destilleriet på platsen i närheten av Dunyvaig Castle. Olaglig tillverkning på platsen går dock tillbaka minst till år 1742. 
Archibald Campbell grundade ett andra destilleri på platsen ett år senare och när Johnston dog och hans destilleri övertogs av Alexander Graham, som, då Johnston varit skyldig honom pengar, kunde överta det väldigt billigt, slogs de båda destillerierna ihop. Det köptes 1867 av Mackie & Company Distillers Limited.